# Vukašin Jovanović
Vukašin Jovanović (en serbio: Вукашин Јовановић; Belgrado, 17 de mayo de 1996) es un futbolista serbio que juega en la demarcación de defensa y su equipo es el F. K. Čukarički de la Superliga de Serbia.

## Trayectoria
Jovanović empezó a formarse como futbolista en las filas juveniles del FK Winner y del Estrella Roja de Belgrado. Finalmente se unió al primer equipo en marzo de 2014 bajo las órdenes del entrenador Slaviša Stojanovič. Hizo su debut el 9 de agosto de 2014, esta vez bajo las órdenes de Nenad Lalatović tras el cambio de entrenador, cuando sustituyó a Darko Lazić en un partido contra el Radnički Niš. El 12 de agosto de 2014, tres días después de su debut, firmó su contrato con el Estrella Roja de Belgrado. Sin embargo, tras dos años, el 20 de febrero de 2016, Jovanović se marchó traspasado al FC Zenit Saint Petersburg, para las próximas cuatro temporadas y media. Aunque entrenó con el primer equipo, Jovanović jugó con el equipo reserva.
El 31 de enero de 2017, Jovanović se marchó cedido al FC Girondins de Burdeos para la temporada 2016–17. Jugó nueve partidos durante su cesión, y finalmente, al acabar la temporada, el Burdeos acabó comprando a Jovanović por tres millones de euros. El 31 de enero de 2018 se marchó en calidad de cedido a la S. D. Eibar.

## Clubes
- Actualizado al último partido disputado el 23 de febrero de 2025.

| Club                          | País    | Año       | Partidos | Goles |
| ----------------------------- | ------- | --------- | -------- | ----- |
| Estrella Roja de Belgrado     | Serbia  | 2014-2016 | 35       | 2     |
| F. C. Zenit-2 San Petersburgo | Rusia   | 2016      | 25       | 1     |
| F. C. Girondins de Burdeos    | Francia | 2017-2018 | 25       | 0     |
| S. D. Eibar (cedido)          | España  | 2018      | 0        | 0     |
| F. C. Girondins de Burdeos    | Francia | 2018-2021 | 31       | 0     |
| Apollon Limassol              | Chipre  | 2021-2023 | 34       | 0     |
| F. K. Čukarički               | Serbia  | 2023-     | 52       | 0     |

## Palmarés

### Títulos nacionales
| Título                     | Club             | País   | Año  |
| -------------------------- | ---------------- | ------ | ---- |
| Primera División de Chipre | Apollon Limassol | Chipre | 2022 |
| Supercopa de Chipre        | Apollon Limassol | Chipre | 2022 |

### Títulos internacionales
| Título              | Club   | País          | Año  |
| ------------------- | ------ | ------------- | ---- |
| Copa Mundial Sub-20 | Serbia | Nueva Zelanda | 2015 |